# Михайлин, Вадим Юрьевич
Вади́м Ю́рьевич Миха́йлин (род. 13 декабря 1964 года, Миасс, Челябинская область, СССР) — российский филолог, литературовед, антрополог, культуролог и переводчик. Кандидат филологических наук, доктор философских наук, профессор кафедры русской и зарубежной литературы Института филологии и журналистики СГУ имени Н. Г. Чернышевского.

## Биография
Родился 13 декабря 1964 года в Миассе Челябинской области в семье служащих.
В 1986 году окончил романо-германское отделение филологического факультета Саратовского государственного университета имени Н. Г. Чернышевского.
В 1990 году окончил аспирантуру МГУ имени М. В. Ломоносова.
В 1986—1987 годах работал в Саратовском областном художественном музее.
В 1987—1989 и 1990—1998 годах был ассистентом, старшим преподавателем, доцентом на кафедре зарубежной литературы и классической филологии Саратовского университета (1987—89; 1990—98).
В 1991 году  в МГУ имени М. В. Ломоносова под научным руководством Н. А. Соловьёвой защитил диссертацию на соискание учёной степени кандидата филологических наук по теме «Александрийский квартет» Лоренса Даррелла и проблема романтизма».
С 1998 года — докторант Саратовского государственного университета имени Н. Г. Чернышевского.
Член гильдии «Мастера литературного перевода» со времени основания в 2004 году.
В 2006 году в Саратовском государственном университете имени Н. Г. Чернышевского защитил диссертацию на соискание учёной степени доктора философских наук по теме «Мужские пространственно-ориентированные культурные коды в индоевропейской традиции».

## Переводческая деятельность

В. Ю. Михайлин на лекции в Сибирском федеральном университете

Как переводчик печатается с 1991 года. Переводит с английского (Лоренс Джордж Даррелл, Эдвард Бонд, Дэвид Герберт Лоуренс, Уильям Батлер Йейтс, Ивлин Во, Гертруда Стайн) и немецкого языков (Герман Гессе, М. Ауслендер) прозу и пьесы.
Печатается как переводчик в журнале «Иностранная литература». Печатается также под псевдонимом Василий Темнов.
С 1995 года — член Союза писателей России.

## Труды

### Диссертации
- Михайлин В. Ю. Мужские пространственно-ориентированные культурные коды в индоевропейской традиции : автореферат дис. ... доктора философских наук : 24.00.01 / Сарат. гос. ун-т им. Н. Г. Чернышевского. — Саратов, 2006. — 30 с.

### Монографии и пособия
- Михайлин В. Ю. Краткий словарь персонажей классической древнегреческой мифологии (герои).— Саратов: ИКД «Пароход», 1998. — 38 с.
- Михайлин В. Ю. Программная литература, контрольные работы, практические занятия и коллоквиумы по общим курсам зарубежной литературы. Учебное пособие для студентов русского отделения филологического факультета СГУ. / Пьянова Н. М., Ермакова Г. М. и др. — Саратов: ИКД «Пароход», 1999.
- Михайлин В. Ю. Учебно-методическое пособие по зарубежной литературе и латинскому языку. Для студентов заочного отделения филологического факультета./ Лукьянова Л. М., Козонкова О. В. и др.— Саратов: Изд. СГУ, 1999.
- Михайлин В. Ю. Дилемма Ахилла : мужские жизненные стратегии в гомеровском эпосе : на правах рукописи. — Саратов: Лаборатория исторической, социальной и культурной антропологии, 2005. — 42 с. — (Труды семинара «Пространственно-магические аспекты культуры» / [отв. ред. Е. С. Решетникова ]; вып. 7).
- Михайлин В. Ю. Тропа звериных слов : Пространственно ориентированные культурные коды в индоевропейской традиции. — М. : Новое литературное обозрение, 2005. — 539 с. : ил. (Новое литературное обозрение : науч. прил. ; вып. LIII) (Научная библиотека). — ISBN 5-86793-392-X
- Михайлин В. Ю. Дионисова борода : визуальная организация поведенческих практик в древнегреческой пиршественной культуре. — Саратов : Лаборатория исторической, социальной и культурной антропологии, 2007. — 36, [1] с. : ил. — (Труды семинара «Пространственно-магические аспекты культуры» / [отв. ред. Е. С. Решетникова ]; вып. 13). — ISBN978-5-89091-450-7
- Михайлин В. Ю. Труды семинара ПМАК. Вып. 8. Смерть Аякса. Учебно-методическое пособие к курсу античной литературы. — Саратов: ЛИСКА, 2005.
- Михайлин В. Ю. Хозяева и маргиналы. Труды семинара ПМАК. Вып. 14. — Саратов-СПб: ЛИСКА, 2008.
- Михайлин В. Ю. Золотое лекало судьбы: пектораль из Толстой Могилы и проблема интерпретации скифского «звериного стиля». Труды семинара ПМАК, вып. 16. — Саратов — СПб.: ЛИСКА, 2010.
- Михайлин В. Ю., Беляева Г. А. Скрытый учебный план: антропология советского школьного кино начала 1930-х — середины 1960-х годов. — М.: Новое литературное обозрение, 2020. — 584 с. — ISBN 978-5-4448-1223-5
- Михайлин В. Ю. Бобёр, выдыхай! Заметки о советском анекдоте и об источниках анекдотической традиции. — М.: Новое литературное обозрение, 2022. — 232 с. — ISBN 978-5-4448-1746-9
- Михайлин В. Ю. Из глубины экрана: интерпретация кинотекстов. — М.: Новое литературное обозрение, 2025. — 512 с. — ISBN 978-5-4448-2586-0

#### Составление и редакция
- Власть, судьба, интерпретация культурных кодов. — Саратов: Изд. СГУ, 2003 (составление, научная редакция, предисловие)
- Судьба. Интерпретация культурных кодов 2003. / сост. и общ. ред. В. Ю. Михайлина.— Саратов: Научная книга, 2004.
- Безумие и смерть. Интерпретация культурных кодов 2004. / сост. и общ. ред. В. Ю. Михайлина. — Саратов, 2005.
- Миф архаический и миф гуманитарный. Интерпретация культурных кодов: 2006. / сост. и общ. ред. В. Ю. Михайлина. —Саратов; СПб.: ЛИСКА, 2006.
- Жизнь как праздник. Интерпретация культурных кодов: 2007. / сост. и общ. ред. В. Ю. Михайлина. — Саратов; СПб.: ЛИСКА, 2007.
- Культурная память. Интерпретация культурных кодов: 2008. / сост. и общ. ред. В. Ю. Михайлина. — Саратов; СПб.: ЛИСКА, 2008.
- Ситуативная адекватность. Интерпретация культурных кодов: 2009. / сост. и общ. ред. В. Ю. Михайлина. — Саратов, СПб.: ЛИСКА, 2009.
- Еспер Свенбро. (научная редакция перевода) // Неприкосновенный запас. — № 6 (68). — 2009.
- Агрессия. Интерпретация культурных кодов: 2010. / сост. и общ. ред. В. Ю. Михайлина, Е. С. Решетниковой. — Саратов, СПб.: ЛИСКА, 2010.
- Зверь как знак. Интерпретация культурных кодов: 2011. / сост. и общ. ред. В. Ю. Михайлина, Е. С. Решетниковой. — Саратов, СПб.: ЛИСКА, 2011.
- Зверь как знак : Интерпретация культурных кодов 2011 / сост. и общ. ред. В. Ю. Михайлина и Е. С. Решетниковой. — Саратов ; Санкт-Петербург : ЛИСКА, 2011. — 266, [1] с.: ил. — ISBN 978-5-89091-460-6
- Предел, граница, рамка. Интерпретация культурных кодов. 2012: [сборник] / сост. и общ. ред. В. Ю. Михайлина и Е. С. Решетниковой. — Саратов : ЛИСКА, 2012. — 196, [3] с. : ил. — ISBN 978-5-89091-464-4

### Статьи
на русском языке
- Михайлин В. Ю. Феномен Александрии в романе Л.Даррелла «Жюстин» // Реализм в зарубежных литературах XIX-XX веков. — Саратов: Изд. СГУ, 1991. — С.141-149.
- Михайлин В. Ю. Как стать Дураку Повешенным (из истории одного таротного сюжета в европейском искусстве) //Волга. — 1992. — № 7-8. — С. 127-134.
- Михайлин В. Ю. Ключ от Александрии: первое приближение // Волга. — 1993. — №7. — С. 157-170.
- Михайлин В. Ю. Все мы идем домой (о малой прозе Г. Генезис) // Последний экземпляр. — 1994. — № 2. — С. 98-100.
- Михайлин В. Ю. Цветное стеклышко к витражному портрету А. фон Арнима // Волга. — 1996. — № 1. — С. 155-157.
- Михайлин В. Ю. О тех, кто ходит следом // Волга. — 1996. — № 4. — С. 150-151.
- Михайлин В. Ю. Одна старуха из Мэйо... // Волга. — 1996. — № 7. — С. 161-165.
- Михайлин В. Ю. Люди, звери, бесы, бабочки и дети (о малой прозе раннего Г. Гессе) // Волга. — 1996. — № 7-8.
- Михайлин В. Ю. Поэты, воины и ши (о прозе молодого У. Б. Йейтса). // Йейтс У. Б. Кельтские сумерки. — СПб.: Инапресс, 1998. — С. 206 – 219.
- Михайлин В. Ю. Медаль за оборону Аркадии: “детский” миф в английской малой прозе // Волга. —1998. — № 4. — С. 102-106.
- Михайлин В. Ю. Художественный перевод как область мифа // Мышь из Кронштадта. — Саратов, 1999. — С. 40-42
- Михайлин В. Ю. Избыточность: исходный социокультурный смысл. // Культура, власть, идентичность: новые подходы в социальных науках. Саратов, 1999. — С. 229 – 235.
- Михайлин В. Ю. Ключи от Александрии (переработанный вариант) / Л. Даррел. Александрийский квартет. В 2 т. СПб, Симпозиум, 2002. Т. 1. С. 527 – 587; т. 2 с. 679 – 730.
- Михайлин В. Ю. Понятие «судьбы» и его текстуальные репрезентации в контексте архаических и «эпических» культур. – Жанры речи. — Вып. 3. — Саратов, 2002. — С. 308 – 318.
- Михайлин В. Ю. Автопортрет Алисы в зазеркалье // Новое литературное обозрение. — 2002. — № 56. — С. 274-295.
- Михайлин В. Ю. Русский мат как мужской обсценный код: проблема происхожденияи эволюция статуса. // Новое литературное обозрение. — № 43 (2000/3). — С. 347 – 393.
- Михайлин В. Ю. Золотое лекало судьбы: пектораль из Толстой Могилы и проблема интерпретации скифского звериного стиля. Власть. Судьба. Интерпретация культурных кодов : [Моногр. / В. Ю. Михайлин, И. И. Ковалева, С. И. Трунев и др.]; Под ред. В. Ю. Михайлина ; Сарат. Межрегион. ин-т обществ. наук при Сарат. гос. ун-те им. Н. Г. Чернышевского. — Саратов : Изд-во Саратовского университета, 2003. — С. 6-170. — 298 с. : ил.  ISBN 5-292-02972-6
- Михайлин В. Ю. Семинар как внеинституциональная форма научного общения. // Судьба. Интерпретация культурных кодов 2003. —Саратов: Научная книга, 2004. — С. 3 – 8.
- Михайлин В. Ю. Дилемма Ахилла: мужские жизненные стратегии в гомеровском эпосе // Судьба. Интерпретация культурных кодов 2003. — Саратов: Научная книга,  2004. — С. 9 – 41.
- Михайлин В. Ю. Аполлоновы лярвы: состязательный спорт в древнегреческой и новейшей культурных традициях. // Неприкосновенный запас. —2004. — №3 (35).
- Михайлин В. Ю. Визуальная организация поведенческих практик в древнегреческой пиршественной культуре. //Визуальная антропология: новые взгляды на социальную реальность : сб. науч. ст. / Сарат. гос. техн. ун-т, Центр соц. политики и гендер. исслед. ; под ред. Е. Р. Ярской-Смирновой, П. В. Романова, В. Л. Круткина. — Саратов : Научная книга, 2007. — С. 280-303. — 527 с. : ил. (Библиотека Журнала исследований социальной политики). — ISBN 5-9758-0247-4
- Михайлин В. Ю. Кельтская национальная исключительность в пространстве англоязычной культуры (на материале прозы  У.Б.Йейтса) // Социокультурные аспекты нетипичности. Материалы научной конференции. — Саратов:Изд. СГТУ, 1997. — С. 87-90.
- Михайлин В. Ю. Портрет на фоне изменяющегося пейзажа // Иностранная литература. — 2000. — № 11. — С. 148 – 168.
- Михайлин В. Ю. Бойцы вспоминают минувшие дни: скифский сюжет у Геродота. // TextOnly. — № 10. август 2002
- Михайлин В. Ю. «До-авторская» нарративная традиция и проблема субъективности протагониста (набросок темы). – Автор. Текст. Аудитория. Межвузовский сборник научных трудов. Саратов, 2002. С. 71 – 76.
- Михайлин В. Ю. Бойцы вспоминают минувшие дни: интерпретация маргинального опыта в литературном тексте (О традиционной совместмости несовместимого). // Новое литературное обозрение. — № 58 (2002/6). — С. 205 – 208.
- Михайлин В. Ю. «Я расскажу вам о себе»: несколько замечаний о новейшей европейской традиции лирического нарратива. // Stylistika XI. 2002. Opole: Uniwersytet Opolski – Instytut Filologii Polskej, 2002. — S. 129 – 144.
- Михайлин В. Ю. Пектораль из Толстой Могилы как воинский текст. // Повседневность российской провинции: история, язык и пространство. — Казань, 2002. — С. 7 – 35.
- Михайлин В. Ю. Несколько замечаний о внеинституциональных формах научного общения // Новое литературное обозрение. — № 59 (2003/1). — С. 486 – 490.
- Михайлин В. Ю. Золотое лекало судьбы: пектораль из Толстой Могилы  и проблема интерпретации скифского звериного стиля / Власть, судьба, интерпретация культурных кодов. — Саратов: Изд. СГУ, 2003. — С. 6 – 167.
- Михайлин В. Ю. Древнегреческая «игривая» культура и европейская порнография новейшего времени. // Неприкосновенный запас. — 2003. — № 3 (29). — С. 85 – 92.
- Михайлин В. Ю. Городские зоны рекреации в контексте пространственно-ориентированных культурных кодов // Саратов: идентичность, ресурсы, стратегии. Материалы всероссийской научно-практической конференции. — Саратов, 2004. — С. 19 – 22.
- Михайлин В. Ю., Ксенофонтов А. [http:// nlo.magazine.ru/philosoph/sootech/ sootech86.html Выбор Ахилла] // Новое литературное обозрение. — № 68 (4/2004). — С. 46 – 80.
- Михайлин В. Ю. Дилемма Ахиллеса: неопределенность мужского статуса как основа эпического конфликта // Мужской сборник. Вып. 2. «Мужское» в традиционном и современном обществе. — М., Лабиринт, 2004. — С. 157 – 169.
- Михайлин В. Ю. Страхи и неуместность: культы мертвых в индоевропейской традиции. // Языки страха: женские и мужские стратегии поведения. — СПб.: Пропповский центр, 2004.— С.121 – 126. — 291 с. ISBN 5-288-03433-8.
- Михайлин В. Ю. Бойцы вспоминают минувшие дни. //Новий Български Университет. Годишник на департамент "Средиземноморски и  източни изследвания", том 2 (2004). — София: НБУ, 2004. — С. 133 – 142.
- Михайлин В. Ю. Русский мат как мужской обсценный код: проблема происхождения и эволюция статуса. // Злая лая матерная… — М., Ладомир, 2005. — С. 68 – 137.
- Михайлин В. Ю. Страхи и неуместность. // Res cogitans. Теоретический альманах. — 2005. — № 1. — С. 81 – 84.
- Михайлин В. Ю. От составителя. // Безумие и смерть. Интерпретация культурных кодов 2004. — Саратов, 2005. — С. 5 – 7.
- Михайлин В. Ю. Смерть Аякса // Безумие и смерть. Интерпретация культурных кодов 2004. — Саратов, 2005. — С. 8 – 49.
- Михайлін В. Ю. Давньогрецька «грайлива» культура і европейська порнографія новітнього часу // Незалежний культурологічний часопис «Ї»число 33 / 2004. Ґендео. Ерос. Порно
- Михайлин В. Ю. Культы мёртвых и проблема легитимации власти. // Безумие и смерть. Интерпретация культурных кодов 2004. — Саратов, 2005. — С. 200 – 206.
- Михайлин В. Ю. Культы мёртвых в индоевропейских традициях и проблема легитимации власти. // Многообразие религиозного опыта и проблемы сакрализации и десакрализации власти в христианском и мусульманском мире (опыт России и Европы). Научные доклады. т. 2. — Саратов: Научная книга, 2005.  — С. 31 – 40.
- Михайлин В. Ю. Тропой звериных слов. Русский мат как мужской обсценный код // Популярная психология. — 2006. —№ 12 (2/2006). — С. 38 – 41.
- Михайлин В. Ю. Вечно молодой, вечно пьяный: трансформации традиционных возрастных иерархий в урбанистическом пространстве // Отечественные записки. — №  30. — 2006. — С. 21 – 40.
- Михайлин В. Ю. Визуальная организация поведенческих практик в древнегреческой пиршественной культуре / Визуальная антропология. — Саратов: Научная книга, 2007. — С. 280 – 303.
- Михайлин В. Ю. Citissime, altissimo, fortissimo: несколько эпизодов из  истории европейской состязательной атлетики // Отечественные записки. — №  33. — 2007. — С. 6 – 30.
- Михайлин В. Ю. Потомок русских крестьян в стихии постсоветского рынка // Бизнес-ключ, январь-февраль 2007. — С. 48 – 51.
- Михайлин В. Ю. Легитимация воинской элиты и символическое значение жанровой номинации // Роль социально-гуманитарных наук в процессе социальной трансформации. — Липецк: Изд. ЛГТУ, 2007. — С. 18 – 20.
- Михайлин В. Ю. Почему врут Музы // Жизнь как праздник. Интерпретация культурных кодов: 2007. Саратов; СПб.: ЛИСКА, 2007. — С. 5 – 38.
- Михайлин В. Ю. Ре-актуализация устойчивых культурных кодов в «наивном» романе Н. Островского «Как закалялась сталь» // Культурная память: механизмы и стратегии. Интерпретация культурных кодов: 2008. — Саратов; СПб.: ЛИСКА, 2008. — С. 60 – 81.
- Михайлин В. Ю. Потомок русских крестьян в стихии постсоветского рынка // Культурная память: механизмы и стратегии. Интерпретация культурных кодов: 2008. — Саратов; СПб.: ЛИСКА, 2008. — С. 143 – 151.
- Михайлин В. Ю. Зачем человеку совесть? // Бизнес-ключ, январь-февраль 2008. — С. 48 – 51.
- Михайлин В. Ю. Лоренс Даррелл. Горькие лимоны и др. стихи // Волга. 2008. № 1 (414). — С. 232 – 234.
- Михайлин В. Ю. Falsa insomnia: Эней и ворота из слоновой кости / Труды РАШ. Вып. V. — М.: Изд-во РГГУ, 2008. — С. 51 – 61.
- Михайлин В. Ю. Миф архаический и миф гуманитарный // Поэтика мифа: современные аспекты. — М.: Изд-во РГГУ, 2008.. с. 43 – 55.
- Михайлин В. Ю. Дочери Мнемосины: кто такие Музы и почему они врут // Новое литературное обозрение. — № 93 (5/2008). — С. 108 – 128.
- Михайлин В. Ю., Иванова Д. Геракл и амазонки: семантика одного сюжета // Теория моды. — № 10 (осень-зима 2008/2009).
- Михайлин В. Ю. О необходимости пирата: краткое введение в пиратологию // Новое литературное обозрение. — № 94 (6/2008). — С. 85 – 94.
- Михайлин В. Ю., Решетникова Е. Женщина, знай своё место: ситуативные и статусные роли в «Изгнании сыновей Уснеха» // Ситуативная адекватность. Интерпретация культурных кодов: 2009. — Саратов, СПб.: ЛИСКА, 2009. — С. 17 – 32.
- Михайлин В. Ю. Сара Моносон. Гражданин как эраст: эротическая метафора и идея взаимности в надгробной речи Перикла. Научная редакция перевода. // Неприкосновенный запас. — 2009. — № 1 (63). — С. 101 – 113
- Михайлин В. Ю. Почему и как древние греки впадали в детство // Теория моды. — № 12 (лето 2009). — С. 117 – 142.
- Михайлин В. Ю. Несколько теплых слов о греческих горшках // Теория моды. — № 12 (лето 2009). — С. 115 – 116.
- Михайлин В. Ю. Франсуа Лиссарраг. О сексуальности сатиров. Научная редакция перевода // Теория моды. — № 12 (лето 2009). — С. 143 – 165.
- Ален Шнапп. Охота и эротика. Научная редакция перевода. // Теория моды, № 12 (лето 2009). — С. 165 – 193.
- Михайлин В. Ю. Атлетика как провокация: возвращение Одиссея // Труды РАШ, вып. 6. — М.: РГГУ, 2009. — С. 72-92.
- Михайлин В. Ю. Архаика, классика и эллинизм: политическое пространство и рождение современной литературной традиции // Неприкосновенный запас. — № 1 (69). — 2010. — С. 195 – 205.
- Михайлин В. Ю. Копьё само находит цель… // Агрессия. Интерпретация культурных кодов: 2010. — Саратов, СПб.: ЛИСКА, 2010. — С. 56 – 70.
- Михайлин В. Ю., Иванова Д. Два пастуха разглядывают кубок: Феокрит и рождение современной литературной традиции // Агрессия. Интерпретация культурных кодов: 2010. — Саратов, СПб.: ЛИСКА, 2010. — С. 141 – 161.
- Михайлин В. Ю. Первая идиллия Феокрита и эллинистическая литературная революция // Культура в фокусе знака. Тверь, 2010. — С. 257 – 277.
- Михайлин В. Ю. Смешались в кучу кони, люди: о природе древнегреческих химерических существ (журнальный вариант) // Новое литературное обозрение. — № 1 (107). — 2011. — С. 91 – 103.
- Михайлин В. Ю. На оленя с рогаткой: генезис и эволюция мифа об Актеоне (журнальный вариант) // Новое литературное обозрение. — № 1 (107). — 2011. — С. 104 – 117.
- Михайлин В. Ю., Решетникова Е. Женщина как инструмент и препятствие: случай Юлия Райзмана на фоне советской модернизации // Неприкосновенный запас. — 2011. — № 1 (75). — С. 43 – 57.
- Михайлин В. Ю. Древнегреческая симпосиастическая культура и проблема происхождения афинского театра // Литература и театр. Самара: ООО «Офорт», 2011. — С. 250 – 265.
- Михайлин В. Ю. Смешались в кучу кони, люди: о природе древнегреческих химерических существ // Зверь как знак. Интерпретация культурных кодов: 2011. — Саратов, СПб.: ЛИСКА, 2011. — С. 194 – 209.
- Михайлин В. Ю., Решетникова Е. На оленя с рогаткой: генезис и эволюция мифа об Актеоне // Зверь как знак. Интерпретация культурных кодов: 2011. Саратов, СПб.: ЛИСКА, 2011. — С. 3 – 19.
- Михайлин В. Ю., Решетникова Е. Слабость короля – мудрость короля: механика властных отношений в «Изгнании сыновей Уснеха» // Символические формы репрезентации власти в культуре. Труды РАШ. Т. 8-9. — М.: Изд. РГГУ, 2011. — С. 28 – 38.
- Михайлин В. Ю., Беляева Г. Политический плакат: рамки восприятия и воздействия //  Неприкосновенный запас. — № 1 (81). — 2012. — С. 38 – 58.

на других языках
- Mihailin V. Y. Russian Army Mat as a Code System Controlling Behaviours in the Russian Army. – The Journal of Power Institutions in Post-Soviet Space (PIPSS), (June, 2004).
- Mihailin V. Y. Russian Army Mat as a Code System Controlling Behaviours in the Russian Army / Dedovshchina in the Post-Soviet Military. Hazing of Russian Army Conscripts in a Comparative Perspective. Ed. by Françoise Dauce and Elisabeth Sieca-Kozlowski. — Hannover: ibidem-Verlag, 2006. — P. 121 – 143. — 308 p.
- Mihailin V. Y. Spatially determined behaviours and religious representations: the Sroubnaya culture model (Southern Russia) // Revue de l’histoire des religions, 227 (4/2010). — P. 497 – 518.

### Рецензии
- Михайлин В. Ю. Durrell L. Quinx. L., 1985 (Рецензия) // Волга. — 1991. — № 3. — С. 189-191
- Михайлин В. Ю. Мirsky D. S. Uncollected Writings on Russian Literature. Berkley, 1989 (Рецензия) // Волга.— 1991. — № 4. — С. 180-182
- Михайлин В. Ю. A Modernist Reader. L., 1989 (Рецензия) // Волга. — 1991. — № 5. — С. 178-179.
- Михайлин В. Ю. Аuslander M. Herzog and Portnoy. (Рецензия) // Волга. — 1992. — № 4. — С. 169-170
- Михайлин В. Ю. Вступление.Майринк Г. Летучие мыши. Лиловая смерть. (Рецензия) // Волга. — 1993. — № 2. — С. 171-173.
- Михайлин В. Ю. Послесловие Дос Пассос Дж. Манхэттен. (Рецензия) // Волга. — 1993. — № 3. — С. 155-157.
- Михайлин В. Ю. Во И. Испытание Гилберта Пинфолда. Чёрная беда. (Рецензия) // Волга. — 1993. — № 9. — С. 158-162.
- Михайлин В. Ю. Шульц Б. Коричные лавки. (Рецензия) // Волга. — 1993. — № 12. — С. 151-154.
- Михайлин В. Ю. Грасс Г. Ука. (Рецензия) // Волга. — 1994. — № 1. — С. 167-169.
- Михайлин В. Ю. Грасс Г. Из дневника улитки. (Рецензия) // Волга. — 1994. — № 5. — С. 156-158.
- Михайлин В. Ю. Комментарии. Ключ к Александрии: второе приближение // Волга. — 1994. — № 9. — С. 136-153
- Михайлин В. Ю. Бетти У. Козий остров. Перевод (под псевд: Василий Темнов) и Послесловие // Волга. — 1995. — № 2-3. С. 123-124.
- Михайлин В. Ю. Послесловие. Зюскинд П. Голубка. (Рецензия) // Волга. — 1995. — № 7. — С. 170-173.
- Михайлин В. Ю. Лоуренс Д. Г. Избранные пр-я в 5 томах. Рига, 1993-94. (Рецензия) // Волга. — 1995. — № 8. — С. 175-177.
- Михайлин В. Ю. Дж. Барт. Конец пути. (Рецензия) // Волга. — 1999. — № 7. — С. 161-164.

## Переводы, послесловия и комментарии к переводам
- Михайлин В. Ю. Лоренс Д. Г. Два эссе. Перевод и вступление // Волга. — 1992. — №9-10. — С. 137-138.
- Михайлин В. Ю. Барт Дж. Ночное путешествие морем. Глоссолалия. Перевод и послесловие // Последний экземпляр. —1993. — № 1.
- Михайлин В. Ю. Даррелл Л. Жюстин. Перевод и предисловие // Волга. — 1993. — № 5.
- Михайлин В. Ю. Предисловие Дарел Л. Жюстин // Волга. — 1993. — №7. — С. 3-4.
- Михайлин В. Ю. Даррелл Л. Бальтазар. Перевод и комментарии // Волга. — 1994. — № № 7, 8.
- Михайлин В. Ю. Даррелл Л. Маунтолив. Перевод и комментарий // Волга. — 1995. — № 11-12.
- Михайлин В. Ю. Комментарий.Третье приближение к Александрии: ключ на шестнадцать // Волга. — 1995. — № 11-12. — С. 150-158.
- Михайлин В. Ю. Ахим фон Арним. Майорат. Перевод (под псевд. В. Темнов) // Волга. — 1996. — № 1.
- Михайлин В. Ю. Саки. Три новеллы. Перевод. // Волга. — 1998. — № 4.
- Михайлин В. Ю. Йейтс У. Б. Кельтские сумерки. Комментированный перевод. // Волга. — 1996. — № 7.
- Михайлин В. Ю. Комментарий. Предисловие переводчика в вопросах и ответах. // Волга. — 1996. — № 7. — С. 108-109
- Михайлин В. Ю. И. Во. Коронация 1931 года (глава из книги «Когда не ездить было – грех»). // Иностранная литература. — 1999. — № 2. Перевод и комментарии. Комментарии.
- Михайлин В. Ю. Дж. Барт. Конец пути. Перевод и комментарии // Иностранная литература. — 1999. — № 5. — С. 153-154. Комментарии. Послесловие
- Михайлин В. Ю. Г. Стайн. Тихая Лена. // Иностранная литература. — 1999. — № 7. Перевод романа, статьи и комментарии. Комментарии.
- Михайлин В. Ю. Грэм Свифт. Водоземье. Оксфорд – Н. Новгород, Perspective Publications Ltd, 1999. Перевод и комментарии. Комментарии.
- Михайлин В. Ю. Послесловие // Даррелл Л. Бальтазар. / Пер. В. Ю. Михайлин. — СПб.: ИНАПРЕСС, 1996. – С. 215-239.
- Михайлин В. Ю. Послесловие // Даррелл Л. Маунтолив. / Пер. В. Ю. Михайлин. — СПб., ИНАПРЕСС, 1996. – С. 291-303.
- Михайлин В. Ю. Даррелл Л. Клеа. Комментированный перевод. // Волга. — 1997. — №№ 1-2, 3-4, 7-8.
- Михайлин В. Ю. Послесловие // Даррелл Л. Жюстин. / Пер. В. Ю. Михайлин.— СПб.: ИНАПРЕСС, 1997. – С. 205-222.
- Михайлин В. Ю. Послесловие // Даррелл Л. Клеа. / Пер. В. Ю. Михайлин.— СПб.: ИНАПРЕСС, 1997. – С. 263-282.
- Михайлин В. Ю. Комментарий // Йейтс У. Б. Кельтские сумерки. Сокровенная роза. Истории о Рыжем Ханрахане. — СПб.: ИНАПРЕСС, 1998.
- Михайлин В. Ю. Послесловие // Э. Бонд. Лир. / Пер. В. Ю. Михайлин. – Волга. — 1998. — № 1. — С. 150-156.
- Михайлин В. Ю. Дж. Барт. Конец пути. — М.: Терра, 2000. Перевод и комментарии.
- Михайлин В. Ю. Лоренс Даррелл. Литературный гид. Составление. Перевод и комментарии: Горькие лимоны (отрывки из книги). Переписка с Генри Миллером. // Иностранная литература. — 2000. — № 11.
- Михайлин В. Ю. Лоренс Даррел. Александрийский квартет. В 2 т. (т. 1. Жюстин. Бальтазар; т. 2. Маунтолив. Клеа). СПб, Симпозиум, 2002. Перевод (переработанный) и комментарии. Комментарии
- Михайлин В. Ю. Кристофер Ишервуд. Труды и дни мистера Норриса. Перевод и комментарий. — М.: Изд. Независимая газета, 2003. Комментарий.
- Михайлин В. Ю. Франсуа де Полиньяк. Внегородское святилище и образование полиса. // Новое литературное обозрение. — № 68 (4/2004). — С. 81 – 101. Редакция перевода.
- Михайлин В. Ю. Джейн Барфут. Тяжкие повреждения. — М., Росмэн, 2004. Редакция перевода.
- Михайлин В. Ю. Ди Би Си Пьер. Вернон Господи Литтл. — М., Росмэн, 2004. Перевод и комментарий.
- Михайлин В. Ю. Франсуа Лиссарраг. Вино в потоке образов: эстетика древнегреческого пира. – Неприкосновенный запас. — № 41 (3/2005). с. 82 – 92. Редакция перевода.
- Михайлин В. Ю., Василенко А. Флэннери О’Коннор. Царство небесное силою берется. — СПб: Азбука-классика, 2005. Перевод
- Михайлин В. Ю., Василенко А. Флэннери О’Коннор. Царство небесное силою берется. // Флэннери О’Коннор. Мудрая кровь. — СПб: Азбука-классика, 2005. — С. 133 – 296.
- Гертруда Стайн. Три жизни. / Пер. В. Ю. Михайлин. — Тверь: Колонна Пабликейшнс, 2006.
- Лоренс Даррел. Венера Морская. / Пер., комм. В. Ю. Михайлин, Е. Ракитина. — М.: Б.С.Г. – Пресс, 2006. Комментарии
- Чак Паланик. Твой выход. Перевод // Esquire, сентябрь 2006.
- Ричард Докинз. Суд присяжных. Перевод // Esquire, ноябрь 2006.
- Гертруда Стайн. Кровь на полу в столовой. Водопад и пианино. Мертва.  Перевод. — Тверь: Колонна Пабликейшнс, 2007.
- Лоренс Даррел. Горькие лимоны. Перевод, комментарии. — М.: Б.С.Г. – Пресс, 2006. Комментарии
- Йэн МакЮэн. Утешение странников. Перевод. — М.: Росмэн, 2007
- Джед Рубенфельд. Убийство по Фрейду. Редакция перевода (Василий Темнов). — М.: Росмэн, 2007.
- Артур Миллер. Фокус. Перевод и комментарий. М.: Текст, 2007. Комментарий
- Реймонд Карвер. Третья вещь, которая добила моего отца. Беседка. Перевод / Реймонд Карвер. Рассказы. — М.: Б.С.Г. – Пресс, 2007.
- Йэн МакЮэн. Чёрные собаки./ Пер. и комм. В. Ю. Михайлин. — М.: Росмэн, 2008.
- Михайлин В. Ю. Вместо предисловия // Франсуа Лиссарраг. Вино в потоке образов. Эстетика древнегреческого пира. (Вступительная статья и научная редакция перевода). — М.: Изд-во НЛО, 2008. — С. 6 – 9.
- Лоренс Норфолк. В обличье вепря. / Пер. и комм. В. Ю. Михайлин. — М.: Эксмо, 2009. Комментарий.
- Нил Гейман. Американские боги. / Пер. и комм. В. Ю. Михайлин, Е. Решетникова. — М.: Астрель, 2009. Комментарии

## Интервью
- Сергеев Андрей Вадим Михайлин: Россия, пятое издание // Газета Недели в Саратове. — № 46 (225) — 04.12.2012
- Балла Ольга. Вадим Михайлин: «Я вообще не считаю философию наукой, «философские науки» для меня - оксюморонное сочетание…».